# Klapstolen fra Guldhøj
Klapstolen fra Guldhøj er en klapstol eller skammel fundet i gravhøjen Guldhøj i Sønderjylland.
Den er dateret til bronzealderen i anden halvdel af 1400-årene f.Kr.
Stolens stel er af asketræ og meget velbevaret. Det er den eneste fuldt bevarede stol fra Europas bronzealder.
Af sædet er der dog kun en stump tilbage. Det er af odderskind.
Guldhøj blev udgravet i 1891 og i højen fandt man også en egekiste med en mand.
Det var Vilhelm Boye der stod for udgravningen.
Han var ikke sikker på tolkningen af stolen og skrev:
"det ligner en Klapstol, men paa Grund af Stavværkets Spinkelhed er det muligt, at det har været benyttet som en Slags Bord".
Klapstolen fra Guldhøj er ikke den eneste klapstol fundet fra den nordiske bronzealder.
Der er fund fra Bredhøj, Hollingstedt, Daensen, Bechelsdorf og Ottenbüttel. Daensen-stolen har haft rasleblik til pynt.
Stolen har inspireret flere møbeldesignere: 
Ole Wanschers PJ-2000 fra 1934 og Poul Hundevads Guldhøjskammel.